# Касадесус, Виктор
Ви́ктор Мануэ́ль Касадесу́с Каста́ньо (исп. Víctor Manuel Casadesús Castaño; род. 28 февраля 1985, Альгайда, Балеарские острова) — испанский футболист, игравший на позиции нападающего.

## Клубная карьера
Виктор Касадесус родился в муниципалитете Альгайда на острове Мальорка. Будучи воспитанником клуба «Мальорка», Виктор официально дебютировал в составе его главной команды 17 апреля 2005 года в матче Ла Лиги, в котором «Мальорка» дома разошлась миром (0:0) с «Валенсией», а в последующие сезоны Виктор зарекомендовал себя в качестве полезного звена в атаке балеарцев.
Во второй половине сезона 2007/08 Виктор был отдан в аренду клубу «Реал Сосьедад», выступавшему тогда в Сегунде. В составе команды из Сан-Себастьяна Виктор регулярно забивал, что однако не помогло баскам в том сезоне добиться выхода в Ла Лигу. Затем он вернулся в «Мальорку», но в августе 2008 года был вновь отдан в аренду, на этот раз в «Химнастику» из Таррагоны, также игравшую в Сегунде. Виктор в чемпионате 2008/09 забил за таррагонцев 14 мячей и вошёл в десятку лучших бомбардиров второй по значимости лиги Испании того сезона.
В чемпионате Испании 2009/10 Виктор вернулся в родную «Мальорку» и пребывал в тени баскского нападающего балеарцев Арица Адуриса, используя свои шансы проявить себя в матчах Кубка Испании. 14 января 2010 года он помог своей команде пройти «Райо Вальекано», отметившись дублем и обеспечив домашнюю победу балеарцев со счётом 3:1 (4:3 по сумме двух матчей), поле же Виктор покинул на носилках со сломанной ключицей.
В последний день зимнего трансферного окна 2014 года перешёл из «Мальорки», в это время выступавшей уже в Сегунде, в клуб Ла Лиги «Леванте». После вылета из Ла Лиги в сезоне 15/16 провёл за клуб ещё один сезон и перешёл в «Тенерифе». Сезон 2018/19 провёл за «Алькоркон».
Летом 2019 переехал в Андорру, где выступал за столичный клуб «Андорра» в третьей по значимости испанской лиге. В сентябре 2021 остаётся в княжестве и подписывает контракт с клубом Примеры Андорры «Интер» (Эскальдес), а через год переходит в другой местный клуб — «Атлетик». С обоими клубами Касадесус становился чемпионом Андорры.

## Карьера в сборной
В составе сборной Испании (до 19 лет) Виктор стал в 2004 году чемпионом Европы по футболу среди юношей до 19 лет. Турнир проходил в Швейцарии, а Виктор отметился на нём 3 забитыми мячами. И если голы сборным Германии и Польши на групповом этапе не стали определяющими в этих поединках, то мяч Виктора на 12-й минуте полуфинала в ворота сборной Украины принёс ничью испанцам в основное время, и которым в итоге сопутствовала удача в серии пенальти.

## Достижения
«Интер» (Эскальдес)
- Чемпион Андорры: 2021/22
- Обладатель Суперкубка Андорры: 2021

«Атлетик» (Эскальдес)
- Чемпион Андорры: 2022/23

«Леванте»
- Чемпион Сегунды: 2016/17

Сборная Испании (до 19)
- Чемпион Европы: 2004